# Cordèlia (satèl·lit)

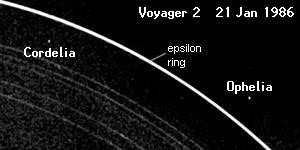
Imatge del Voyager 2 presa el 21 de gener de 1986

Cordèlia, també conegut com a Urà VI (designació provisional S/1986 U 7), és el satèl·lit natural d'Urà més pròxim al planeta. El va descobrir Richard J. Terrile a partir les imatges preses per la Voyager 2 el 21 de gener de 1986. No es detectà novament fins que el Telescopi Espacial Hubble l'observà el 1997. C Rep el seu nom de la filla més jove del Rei Lear de William Shakespeare.
Cordèlia actua com el satèl·lit pastor interior de l'anell ε d'Urà; el satèl·lit pastor exterior d'aquest anell és Ofèlia. A part de la seva òrbita, el seu radi de 20 km i l'albedo geomètrica de 0,08, pràcticament no se'n coneix res. Es troba en una ressonància orbital molt propera a 5:3 amb Rosalina.
No s'ha de confondre amb l'asteroide (2758) Cordèlia.